# Cryptovalsa protracta
Cryptovalsa protracta är en svampart som först beskrevs av Christiaan Hendrik Persoon, och fick sitt nu gällande namn av De Not. 1863. Cryptovalsa protracta ingår i släktet Cryptovalsa, klassen Sordariomycetes, divisionen sporsäcksvampar och riket svampar.  Arten är reproducerande i Sverige. Inga underarter finns listade i Catalogue of Life.